# Alianța Franceză

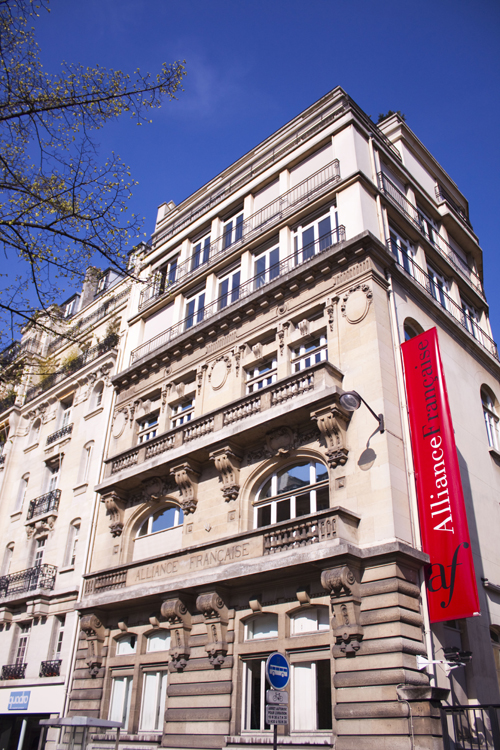
Alliance française, sediul din Paris

Alianța Franceză de la Paris (în limba franceză: Alliance française) este un organism privat, care are statutul de asociație cu scop nelucrativ, recunoscută de utilitate publică, și a cărei misiune este promovarea limbii și culturii franceze în străinătate. În această calitate, ea contribuie la predarea limbii franceze ca limbă străină și eliberează unele diplome specifice, precum și pe cele definite de ministerul francez al Educației naționale (DELF și DALF). Sediul său este la numărul 101, boulevard Raspail, la Paris, în arondismentul 6, Franța.

## Alianța Franceză de la Paris
Alianța Franceză de la Paris a fost creată la 21 iulie 1883 de către un comitet de personalități, între care Paul Cambon, Ferdinand Lesseps, Louis Pasteur, Ernest Renan, Jules Verne, Armand Colin.
Alianța Franceză de la Paris se autofinanțează, aproape în întregime, prin banii obținuți din taxele provenind de la cursurile dispersate în diferite centre și săli. Ea primește de la Statul francez o subvenție (de exemplu, o sumă de 663.850 de euro, pe anul 2003), care acoperă circa 5% din bugetul său anual. O altă parte a bugetului său este de facto acoperită de către Statul francez, prin punerea la dispoziție a unor profesori.

## Președinții Alianței Franceze de la Paris
1. Charles Tissot, 1883 – 1887
2. Ferdinand de Lesseps, 1887 – 1888
3. Victor Duruy, 1889 – 1891
4. C. Colonna Ceccaldi, 1891 – 1892
5. Generalul Parmentier, 1892 – 1899
6. Pierre Poncin, 1899 – 1914
7. Jules Gautier, 1914 – 1919
8. Paul Deschanel, 1919 – 1920
9. Raymond Poincaré, 1920 – 1925
10. Joseph Bédier, 1925 – 1937
11. Georges Duhamel, 1937 – 1949
12. Émile Henriot, 1949 – 1961
13. Wilfrid Baumgartner, 1961 – 1978
14. Marc Blancpain, 1978 – 1993
15. Jacques Viot, 1994 – 2004
16. Jean-Pierre de Launoit, 2004-2014
17. Jérôme Clément, din 2014[1]

## Secretarii generali ai Alianței Franceze de la Paris
1. Pierre Foncin, 1883 – 1897
2. Alfred Muteau, 1897 – 1899
3. Léon Dufourmantelle, 1899 – 1909
4. Émile Salonc, 1909 – 1914
5. Albert Malet, 1914 – 1915
6. Paul Labbé, 1919 – 1934
7. Louis Dalbis, 1934 – 1937
8. Jean Lichnerowicz, 1937 – 1944
9. Marc Blancpain, 1944 – 1978
10. Philippe Greffet, 1978 – 1988
11. Jean Harzic, 1988 – 2001
12. Jean-Claude Jacq, 2001 –

## Alianța Franceză în lume
Rețeaua Alianței Franceze cuprinde:
- Școala internațională de limbă franceză de la Paris
- comitete aflate în orașele de provincie din Franța, care primesc studenți străini
- peste 1074 de comitete instalate în 136 de țări (nu toate au activități de învățământ).

Circa 420.000 de studenți învață franceza în centrele Alianței Franceze.
Alianțele Franceze din țările străine sunt, în general, născute din inițiative locale și sunt integrate în viața țărilor respective. Regii pe plan local, cel mai adesea sub o formă asociativă, ele sunt independente de Alianța Franceză de la Paris, atât statutar cât și financiar, și funcționează, față de sediul parizian, în calitate de franșiză. Alianța Franceză de la Paris este proprietara mărcii «Alliance française» și acordă dreptul de folosire al acestei mărci, după examinarea statutului și obiectivelor enunțate, în legătură cu ambasadele Franței din țările respective, care își dau avizul. Nu există relații financiare între sediul parizian și Alianțele instalate în străinătate, care trebuie, ele însele, să-și rezolve finanțarea. De exemplu, la New York, French Institute Alliance Française, recurge la mecenat, așa cum este el practicat în Statele Unite ale Americii.
Ministerul francez al Afacerilor străine are, din anul 2001, o politică de semnare a unor convenții-cadru de cooperare între Alianțele Franceze și serviciile de cooperare și acțiune culturală ale ambasadelor, care pot merge până la încredințarea gestiunii acțiunii culturale către Alianța Franceză locală. Aceste convenții pot prevedea subvenții publice și punerea la dispoziție a personalului francez detașat, pentru funcții de conducere.

## Alianța Franceză în România
În România, Alianța Franceză are 4 (patru) centre: Brașov, Constanța, Pitești și Ploiești. Ca și în alte centre din lume, Alianța Franceză din România desfășoară cursuri de limbă franceză, la diferite nivele, de la grădiniță, până la cursuri de specialitate. La aceste cursuri participă circa 2000 de studenți, anual. După susținerea examenelor, se eliberează diplome avizate de Ministerul Educației Naționale din Franța (de exemplu: DL (Diplôme de Langue), DELF / DALF - „tout public” și „junior”, TEFaQ - Test d'Évaluation de Français adapté à Québec) și recunoscute în străinătate, în special în Europa, dar și în lumea întreagă. 
- Alianța Franceză din Brașov este un centru de examene acreditat de Alianța Franceză din Paris, de Ministerul Educației Naționale din Franța, precum și de Camera de Comerț și Industrie din Paris.
- Alianța Franceză din Ploiești
- În afară de cursuri și testări de limbă franceză, Alianța Franceză din România desfășoară și alte activități culturale - întâlniri cu personalități ale culturii franceze / francofone, prezentări și lansări de cărți și metode de limbă franceză, manifestări științifice și muzicale, seminarii, colocvii, spectacole, concerte, expoziții, concursuri (Dictée des Amériques, La Plume d'Or, Allons en France, Visions d'Europe și altele, dotate cu premii: cărți, dicționare, sejururi în Franța sau în Québec - Canada), împrumuturi de cărți din biblioteca instituției, video-cluburi -, difuzare a gândirii franceze.
- Alianța Franceză oferă informații ample despre Franța și țările francofone.
- Alianța Franceză facilitează contactele cu instituțiile franceze.
- Alianța Franceză promovează limba și cultura franceză în cadrul unui sistem educativ organizat.
- Colaborează cu partenerii români din cadrul instituțiilor publice și societății civile.